# Øyenkilen
Øyenkilen ist eine Ortschaft in der norwegischen Kommune Fredrikstad in der Provinz (Fylke) Østfold. Der Ort hat 470 Einwohner (Stand: 1. Januar 2024).

## Geografie
Øyenkilen ist ein sogenannter Tettsted, also eine Ansiedlung, die für statistische Zwecke als eine städtische Siedlung gewertet wird. Der Ort liegt auf einer kleinen Halbinsel zwischen den beiden Buchten Øyenkilen und Fjellskilen am Oslofjord. Øyenkilen liegt damit im äußeren Mündungsbereich des westlichen Arms der Glomma, der Vesterelva. Das Stadtzentrum von Fredrikstad befindet sich etwa zwölf Kilometer weiter nordöstlich.

## Wirtschaft
Insbesondere im Sommer kommen zahlreiche Touristen in den Ort.

## Name
Øyenkilen wurde um das Jahr 1400 als i Audunakila und im Jahr 1456 als i Odnekylæ erwähnt. Der Name setzt sich aus dem Männernamen Audun und „-kil“ (deutsch Bucht) zusammen.